# Xie Fei
Dans ce nom chinois, le nom de famille, Xie, précède le nom personnel.
Fei Xie ou Xie Fei (chinois : 谢飞 ; pinyin : xiè fēi) est un réalisateur chinois né le 14 août 1942 à Yan'an dans la province du Shaanxi.
Son père, Xie Juezai (en) est politicien et a été président de la cour populaire suprême chinoise. Sa mère, Wang Dingguo (zh) est également politicienne.

## Biographie
En 2007, il est président du jury international de la 13e édition du festival international des cinémas d'Asie de Vesoul.

## Filmographie
- 1983 : Our Farmland (我们的田野, Wǒmen de tiányě
- 1986 : La Jeune Fille Xiao Xiao (湘女萧萧, xiāng nǚ xiāoxiāo)
- 1990 : Neige noire (本命年, Běnmìngnián)
- 1993 : Les Femmes du lac des âmes parfumées (香魂女, xiāng hún nǚ)
- 1995 : Un conte mongol (黑骏马, hēi jùnmǎ)
- 1999 : (银幕上的新中国故事)
- 2000 : Chanson du Tibet (益西卓玛, yìxī zhuómǎ) (tibétain : Yeshe Dolma)
- 2002 : Richu (日出, rìchū, « Lever de soleil »)
- 2003 : (毫门惊梦)